# Mùa bão Nam Thái Bình Dương 2023–24
Mùa bão Nam Thái Bình Dương 2023–24 là một giai đoạn trong năm mà hầu hết các xoáy thuận nhiệt đới hình thành trên vùng Nam Thái Bình Dương phía Đông kinh tuyến 160°Đ đến 120°T. Mùa bão chính thức bắt đầu từ ngày 1 tháng 11 năm 2023 và kết thúc vào ngày 30 tháng 4 năm 2024; tuy nhiên xoáy thuận nhiệt đới có thể hình thành vào bất kỳ thời điểm nào trong năm - khi đó chúng vẫn sẽ được tính vào trong mùa bão. Xoáy thuận nhiệt đới hoạt động trên khu vực này được theo dõi bởi Trung tâm Khí tượng Chuyên ngành Khu vực (RSMC) tại Nadi, Fiji và các Trung tâm Cảnh báo Xoáy thuận Nhiệt đới (TCWC) tại Brisbane, Australia và Wellington, New Zealand. Quân đội Hoa Kỳ thông qua Trung tâm Cảnh báo Bão Liên hợp (JTWC) cũng theo dõi khu vực này và ban hành những cảnh báo không chính thức phục vụ cho những lợi ích của nước Mỹ. RSMC Nadi đặt một con số và hậu tố F cho những vùng nhiễu động nhiệt đới hình thành hoặc di chuyển vào khu vực trong khi JTWC chỉ định cho những áp thấp nhiệt đới một số hiệu và hậu tố P. RSMC Nadi, TCWC Wellington và TCWC Brisbane tất cả đều sử dụng Thang đo của Úc và ước tính vận tốc gió duy trì liên tục trong khoảng thời gian 10 phút; trong khi JTWC ước tính vận tốc gió duy trì trong 1 phút và giá trị này được so sánh vào trong thang bão Saffir–Simpson (SSHWS).

## Tên bão
| - Lola - Mal - Nat - Osai - Pita (chưa sử dụng) - Rae (chưa sử dụng) - Seru (chưa sử dụng) | - Tam (chưa sử dụng) - Urmil (chưa sử dụng) - Vaianu (chưa sử dụng) - Wati (chưa sử dụng) - Xavier (chưa sử dụng) - Yani (chưa sử dụng) - Zita (chưa sử dụng) |